# Satz von Prochorow
Der Satz von Prochorow ist ein Satz aus der Maßtheorie, einem Teilgebiet der Mathematik, das sich der Untersuchung von abstrahierten Volumenbegriffen widmet. Diese bilden die Basis für die Stochastik und die Integrationstheorie. Teilweise findet sich auch die aus dem Englischen übernommenen Schreibung Satz von Prohorov oder Satz von Prokhorov. Der Satz liefert Kriterien, unter denen Mengen von Maßen relativ folgenkompakt bezüglich der schwachen Konvergenz sind. Somit besitzen Folgen von Maßen aus solchen Mengen immer eine schwach konvergente Teilfolge. Der Satz ist nach Juri Wassiljewitsch Prochorow benannt, der ihn 1956 veröffentlichte.

## Aussage
Gegeben sei ein metrischer Raum {\displaystyle (X,d)} und {\displaystyle {\mathcal {M}}} eine Familie von endlichen Maßen auf der zugehörigen Borelschen σ-Algebra {\displaystyle {\mathcal {B}}(X)}. Dann gilt:
1. Ist die Familie {\displaystyle {\mathcal {M}}} straff und beschränkt, so ist sie auch relativ folgenkompakt bezüglich der schwachen Konvergenz.
2. Ist {\displaystyle (X,d)} ein polnischer Raum, so gilt auch die Umkehrung. Daraus folgt, dass unter diesen Voraussetzungen {\displaystyle {\mathcal {M}}} genau dann straff und beschränkt ist, wenn {\displaystyle {\mathcal {M}}} schwach relativ folgenkompakt ist.

Dabei heißt eine Menge von Maßen {\displaystyle {\mathcal {M}}} beschränkt, wenn die Menge der Totalvariationsnormen {\displaystyle \{\|\mu \|\;|\;\mu \in {\mathcal {M}}\}} in {\displaystyle \mathbb {R} } beschränkt ist.

## Varianten
In der Wahrscheinlichkeitstheorie wird der Satz teilweise nur für Mengen von Wahrscheinlichkeitsmaßen formuliert, auf die Beschränktheitsbedingung wird dann verzichtet, da sie immer erfüllt ist.
Ein Spezialfall hiervon für Wahrscheinlichkeitsmaße auf den reellen Zahlen ist, den Satz von Prochorow nur für Verteilungsfunktionen im Sinne der Wahrscheinlichkeitstheorie zu formulieren und dann die Verbindung zur schwachen Konvergenz auf {\displaystyle \mathbb {R} } über den Satz von Helly-Bray zu schlagen. Eine Familie {\displaystyle {\mathcal {F}}=(F_{i})_{i\in I}} von Verteilungsfunktionen heißt eine straffe Familie von Verteilungsfunktionen, wenn zu jedem {\displaystyle \varepsilon >0} ein {\displaystyle C\in \mathbb {R} } existiert, so dass
{\displaystyle \inf _{i\in I}\{F_{i}(C)-F_{i}(-C)\}>1-\varepsilon }
ist. Da {\displaystyle \mathbb {R} } polnisch ist, lautet der Satz von Prochorow dann, dass eine Familie von Verteilungsfunktionen genau dann straff ist, wenn jede Folge aus dieser Familie eine schwach konvergente Teilfolge von Verteilungsfunktionen besitzt.